# 何棟如
何棟如（1572年—1637年），字充符，一字子極，號玉岘，南京留守左衛軍籍常州府無錫縣人，明代官员，同進士出身。

## 生平
何棟如之先祖世居江蘇無錫，明洪武三十年（1397年）徙居京師（今南京市），祖父何汝健於嘉靖三十二年（1553年）中進士，父何湛之於萬曆十七年（1589年）中進士。何棟如出生於隆慶六年（1572年）七月初八，隨父寄寓山寺讀書，萬曆二十二年（1594年）舉甲午科應天鄉試，萬曆二十六年（1598年）中戊戌科進士，三代皆為進士，後來他被任命為湖广襄阳府推官，與张宾王等素有往來。萬曆二十九年（1601年）二月，因被陳奉誣陷“击杀天子税使”，皇帝下詔“星夜扭解来京究问”，襄阳人赴阙为何栋如诉冤，三十五年十二月被赦免出狱后削籍回鄉。
萬曆四十八年（1620年），後金兵连克开原、铁岭（今辽宁铁岭），何棟如上《越纓疏》請籌兵，自稱“系常州府無錫縣軍籍”人。天启元年（1621年）四月十一，起用为南京兵部职方司主事，到杭州一带招募新兵，获得六千七百余人。此时广宁失陷，何栋如继续请求出关考查形势。乃进太仆寺少卿，充山海关监军，军前赞画。天启二年（1622年）至山海关，稳定军民情绪，重新布置防线，後金兵未敢妄動，但所召新兵惧怕出关，多逃亡。天启五年（1625年）三月六日，因上《清诛奸党疏》得罪魏忠賢，以侵吞军饷罪被逮进京，“五彪”之一的许显纯對他滥施酷刑，他寧死不屈，最後被發配滁阳。
崇禎時，魏忠賢伏誅，何栋如赦還，闲居南京。崇禎六年（1633年），何栋如上《恢复辽东六议》；崇禎十年（1637年）又上《留都增设城垣疏》，受到兵部尚书范景文的重视，刘宗周亦為推薦。然而不久後，何棟如終病逝南京。

## 著作
著作有《文庙雅乐考》两卷和《皇明四大法》十二卷。

## 家族
- 祖父何汝健，嘉靖三十二年（1553年）中進士
- 父何湛之，萬曆十七年（1589年）中進士
- 叔何淳之，万历十四年进士
- 母周氏，封安人
- 同母弟何梁如、異母弟何楹如

何栋如娶知县李寧儉之女，继娶布衣徐行弟女。
- 長子何焘，娶兵部主事卜履吉女
- 次子何熙，聘宗伯姜寶曾孫乡进士姜志鲁女
- 三子何煦
- 四子何庶
- 五子何藨
- 女婿贺懋煜（知县贺学易子）、史致鳳（溧阳人）、李若傑（高邮举人李自華子）
  - 孫何以培，小字同曾